# Roger Bannister

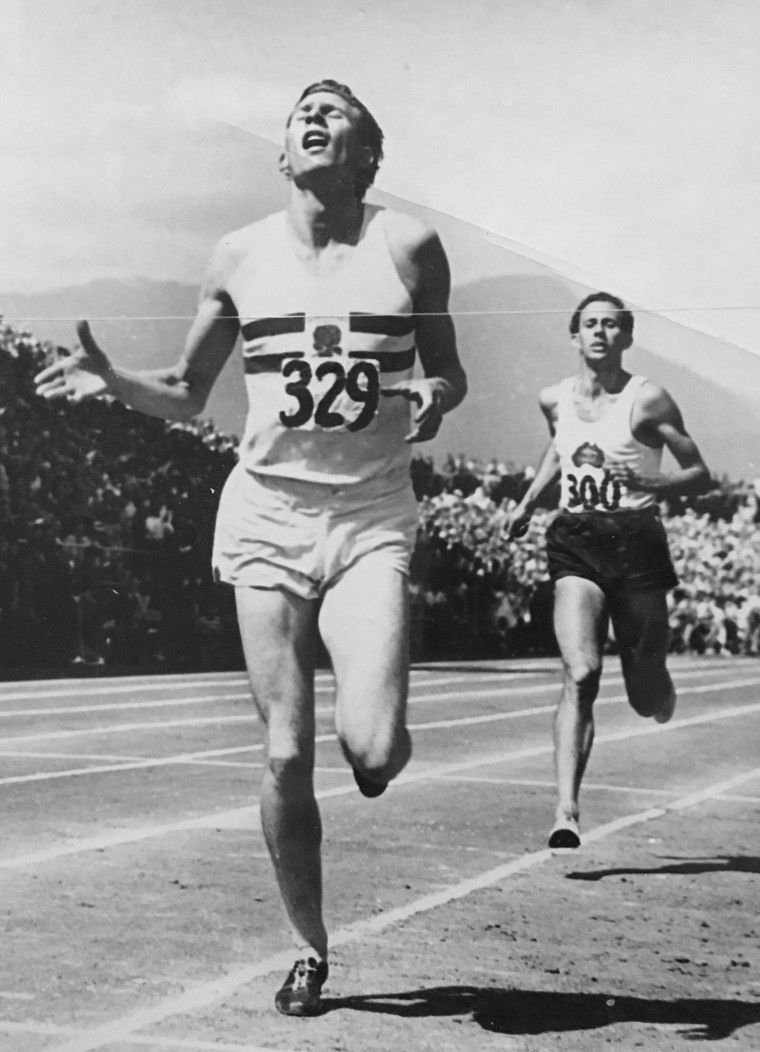
Roger Bannister spränger ett målsnöre 1953. Ett år senare blev han den förste löparen att springa drömmilen.

Roger Gilbert Bannister KBE, född 23 mars 1929 i Harrow i London, död 3 mars 2018 i Oxford, var en brittisk löpare och läkare (neurolog). 
Han blev den förste att springa drömmilen, det vill säga en engelsk mil under fyra minuter (3.59,4). Det skedde i Oxford den 6 maj 1954. Bannister utbildade sig vid Oxfords universitet till läkare (neurolog) och blev senare rektor (Master) för Pembroke College, en post han innehade fram till 1993.

## Första drömmilen
Sju personer ställde upp i milloppet. Det var dels Alan Gordon, George Dole och Nigel Miller från Oxford University, dels fyra brittiska amatörlöpare – Bannister, hans två farthållare Cris Brasher och Chris Chataway samt Tom Hulatt. Miller anlände som en åskådare och förstod att han var anmäld till loppet först när han läste genom tävlingsprogrammet. Han lyckades dock inte ordna fram någon löparutrustning och tvangs lämna walk over. Så endast sex löpare genomförde loppet.

### Resultat
1. Roger Bannister, AAA/GBR – 3:59,4
2. Chris Chataway, AAA/GBR – 4:07,2
3. Tom Hulatt, AAA/GBR – 4:16
4. Alan Gordon, Oxford U./GBR – (ingen officiell tid)
5. George Dole, Oxford U./USA – "
6. Chris Brasher, AAA/GBR – "
7. Nigel Miller, Oxford U./GBR – w-o

Världsrekordet löd innan loppet på 4:01,4 och innehades sedan 1945 av Gunder Hägg från Sverige.